# Lu Chuan
Lu Chuan (Chinees: 陸川 / 陆川) (Sinkiang, 8 februari 1970) is een Chinees filmregisseur, en -schrijver.
Chuan studeerde Engels voordat zijn Master behaalde in Filmstudies aan de Beijing Film Academy. Hij leidt het Creative Centre van de China Film Group sinds 1998. In 1999 schreef hij het script voor de televisieserie Black Hole.

## Filmografie
In 2002 regisseerde Lu Chan de speelfilm Xun qiang, een filmdrama over detective Ma Shan die 's morgens na een feestje ontdekt dat zijn pistool is verdwenen. Hij valt in ongenade bij zijn superieuren en tot overmaat van ramp wordt zijn geliefde met zijn pistool vermoord.
In 2004 bracht hij Kekexili: Mountain Patrol uit. De film werd bekroond met een Golden Horse Award als Beste film en Beste acteur (Yu Cao). Het ontving de Speciale Juryprijs op het Internationaal filmfestival van Tokio, een Golden Rooster Award, een Don Quixote Award, twee Huabiao Film Awards en de Hong Kong Film Award. Ook werd de film talloze malen genomineerd.
Kekexili: Mountain Patrol begint met een samenvatting van de executie van een patrouillelid door stropers en speelt zich af in Kekexili, het noordwestelijke deel op het Tibetaans Hoogland. In gebied leeft de bedreigde Tibetaanse antilope en de film zorgde ervoor dat meer Chinezen zich bewust werden van bedreigde diersoorten. De Chinese overheid stelde naderhand beschermingsprogramma.
In 2008 bracht hij de film Nanking Nanking uit dat het Bloedbad van Nanking in 1937 behandelt, een grootschalige massamoord die aangericht werd door het Japanse Keizerlijke Leger tijdens de Tweede Chinees-Japanse Oorlog.
- Bibsys: 11017161
- Bibliothèque nationale de France: cb151276134 (data)
- Gemeinsame Normdatei: 140095462
- International Standard Name Identifier: 0000 0001 1447 6534
- Library of Congress Control Number: no2003120158
- Nationale Bibliotheek van Tsjechië: xx0183011
- Nationale Bibliotheek van Israël: 987007449398605171
- Nationale Bibliotheek van Polen: a0000002816423
- Nederlandse Thesaurus van Auteursnamen: 334431026
- Système universitaire de documentation: 129891649
- Virtual International Authority File: 71694311
- WorldCat: E39PBJp666gTHmPg3YvJXW6tKd